# わかめ酒 (アダルト)
わかめ酒（わかめざけ）とは、芸者によるお座敷芸の一つ。
女性を裸にし（あるいは下半身を露出させ）、正座させ上半身を背中側に反らせる。太ももと下腹部にできたくぼみに酒を注ぎ込み、女性自身を酒器として楽しむ。明治時代に伊藤博文が好んでいたと言う説もあるが、一般的になったのは1950年代半ばであるとみられる。

## 語源
澁谷知美によれば、「陰毛がゆらゆら揺れてわかめのように見える」ことが語源であり、「磯臭い」からという説は誤りである。